# ماركو أنطونيو إسترادا
ماركو أنطونيو إسترادا (بالإسبانية: Marco Antonio Estrada Orla)‏ هو صحفي غواتيمالي، ولد في 1970، وتوفي في 6 يونيو 2009 في إدارة تشيكيمولا في غواتيمالا.